# 让-雅克·卢梭博物馆
让-雅克·卢梭博物馆（Musée Jean-Jacques Rousseau）位于法国瓦兹河谷省蒙莫朗西让-雅克·卢梭街5号（路易山）。1757年至1762年，让-雅克·卢梭曾住在这里。

## 历史

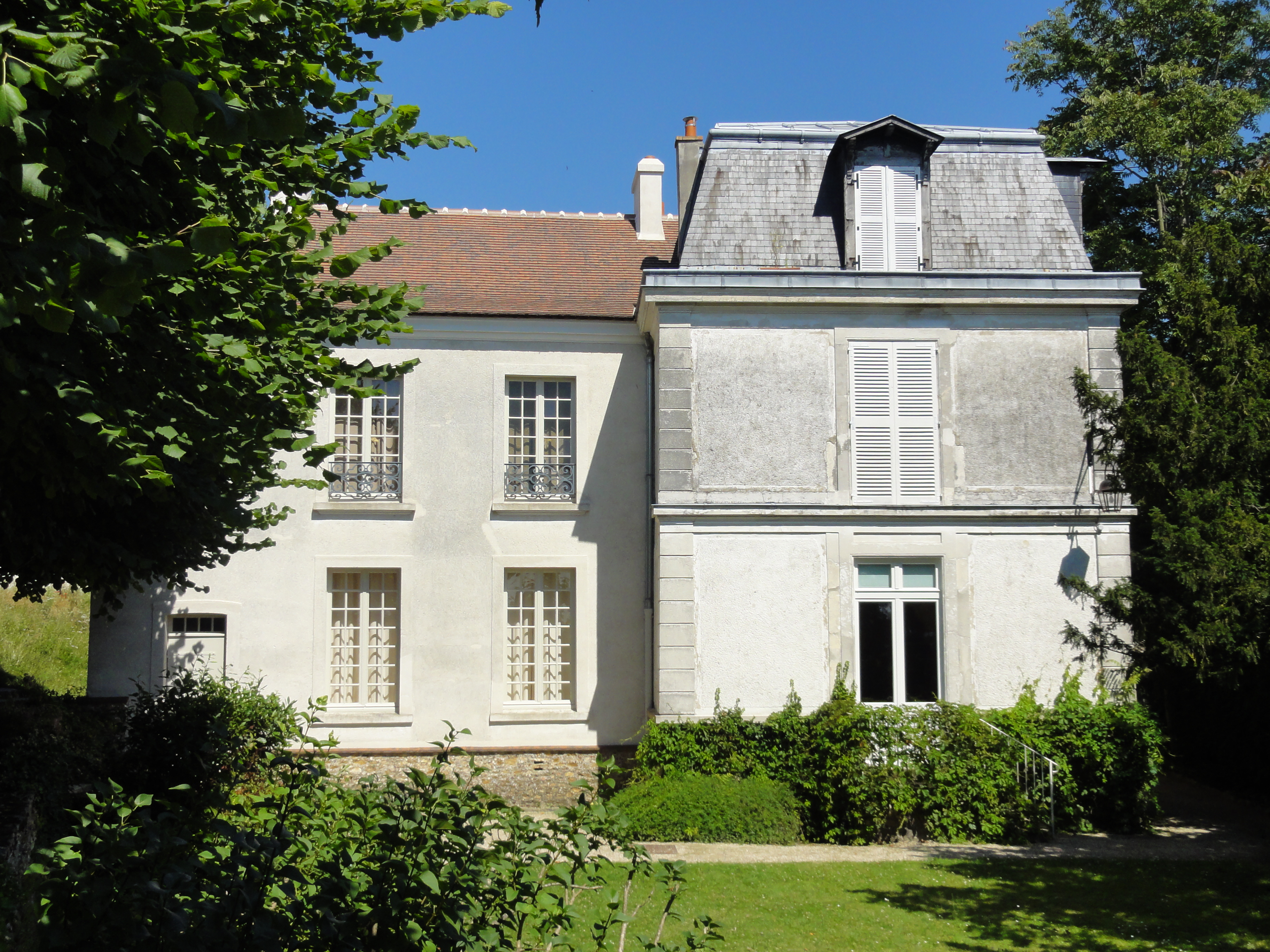

让-雅克·卢梭逃离巴黎，这个“喧闹、烟雾弥漫和泥泞的城市”，寻找一个接近自然的地方。由于埃皮奈夫人的帮助，他在1756年4月9日搬到蒙莫朗西。因为与女主人的争执，被迫搬离。这时税务官雅克-约瑟夫·马蒂亚斯将蒙莫朗西路易山的一栋乡村小房子租给他，条件相当糟糕，但租金不高。1757年12月15日，卢梭和泰蕾兹·勒瓦瑟搬了进去。他在花园里找到了一个合适地方来发展他的哲学体系，特别是在花园深处的"地牢"（donjon）是他的写作室，可以远离"妻子之家"（ Maison des Commères）的两位住户的窥探。
根据当时的公证书、肖像文件和证词，使作家的生活环境得以忠实地和"敏感地"得到恢复。
让-雅克·卢梭住宅的立面和屋顶，"地牢"（书房）,以及"妻子之家" 及其花园，于1984年12月21日列为法国历史遗迹。
2011年，博物馆获得法国博物馆称号。它也是作家故居和文学遗产联合会、作家故居联合会、和作家故居历史之路的成员。

## 建筑

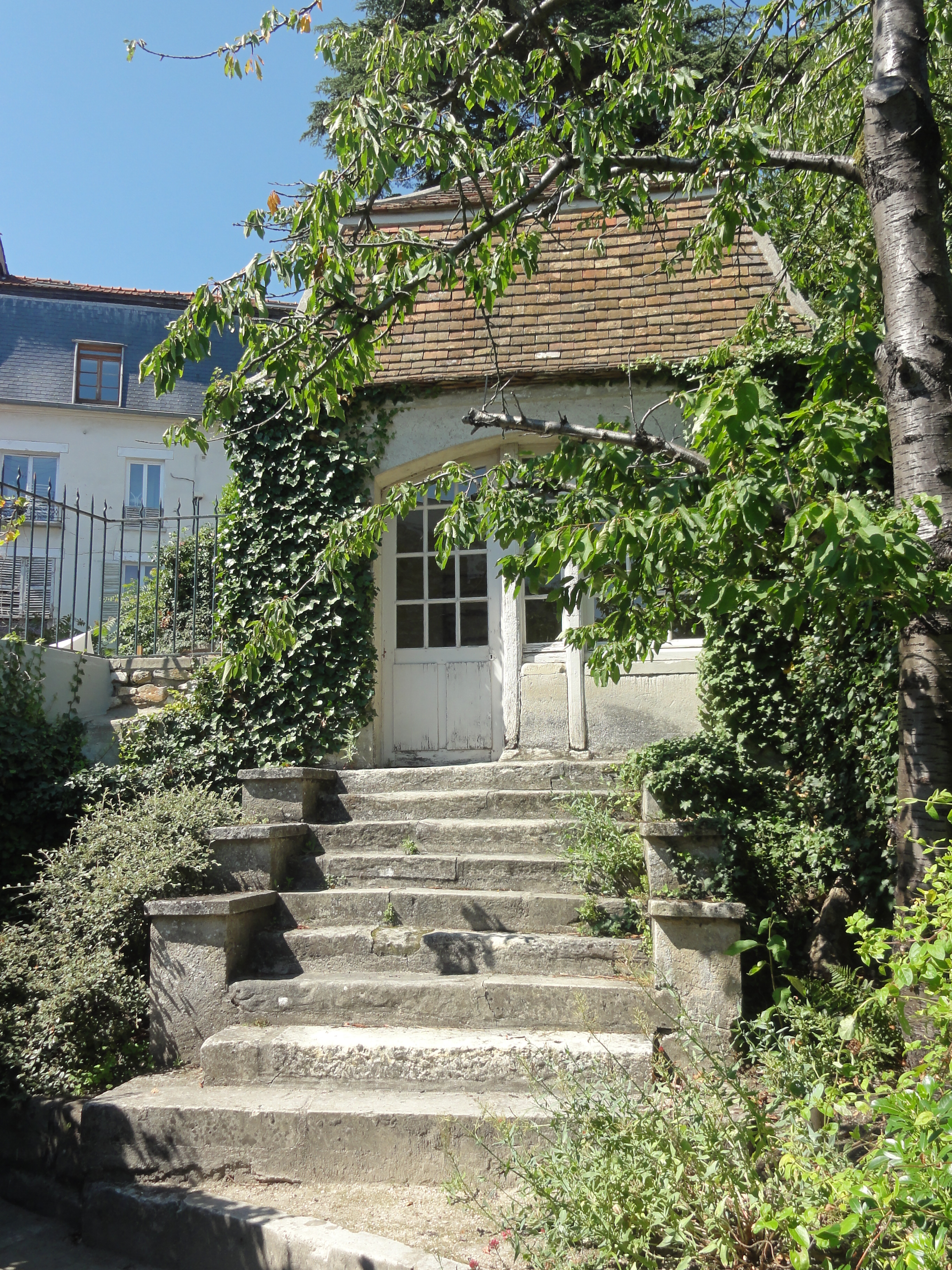

博物馆包括与让-雅克·卢梭在蒙莫朗西的生活有关的路易山房子和妻子之家。在花园后面的小屋"地牢"是作家的工作室。在这里，他写了《新爱洛伊斯》、《致达朗贝尔的信》、《百科全书，或科学、艺术和工艺详解词典》、《爱弥儿》和《社会契约论》。19世纪扩建的房子定期举办临时展览，介绍卢梭的生平和作品，以及18世纪通史和当地历史。妻子之家设有一个咨询和研究图书馆，向所有人开放，并开展博物馆的教育活动。以及

## 管理
博物馆的馆长是尚塔尔·穆斯特尔。2010年11月，接替她的是罗伯特·蒂埃里。2011年，有7人在博物馆工作.